# Juegos Suramericanos de la Juventud
Los Juegos Suramericanos de la Juventud son un evento deportivo multidisciplinario en el que participan atletas entre los 14 a 17 años de edad, de todos los países de América del Sur y también algunos del Caribe y Centroamérica. Son organizados por la Organización Deportiva Suramericana (ODESUR). La primera edición de los Juegos Suramericanos de la Juventud se llevó a cabo en la ciudad de Lima, capital del Perú, en septiembre de 2013.

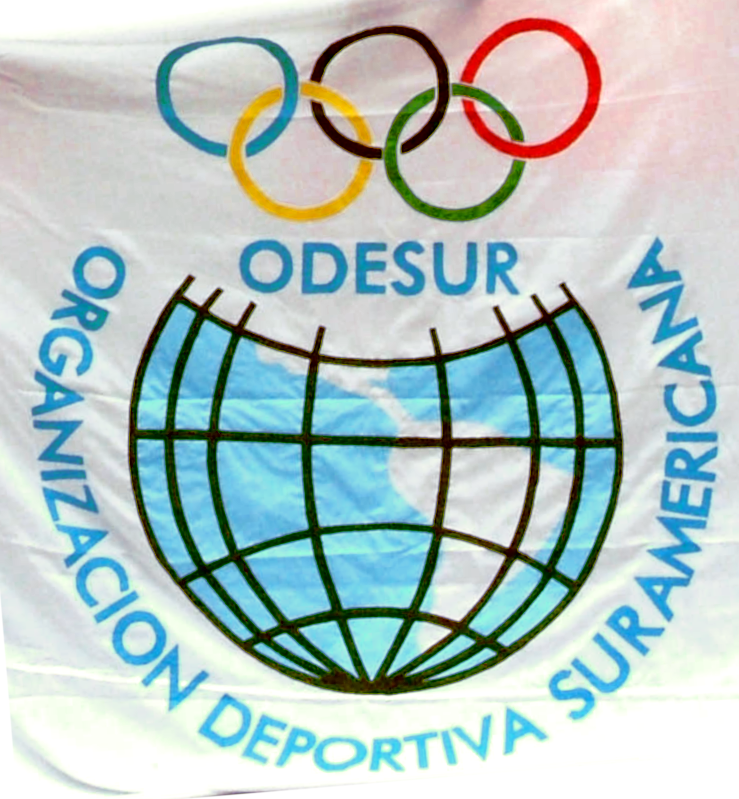
Logo de la ODESUR

## Historia
El 25 de mayo de 2012, durante la celebración de la Asamblea General de la Organización Deportiva Suramericana, se anunció la creación de los Juegos Suramericanos de la Juventud, para atletas entre 14 y 17 años. Dicho evento se realizará cada cuatro años, siempre en el año anterior a los Juegos Olímpicos de la Juventud. La sede de los primeros juegos fue la ciudad de Lima, su designación se realizó en la Asamblea Extraordinaria de la Odesur durante los Juegos Olímpicos de Londres 2012. En esta primera edición, los atletas compitieron en diecinueve deportes.

## Ediciones
| Año  | Evento                                  | Sede                 | Sede                 | Duración                          | Países | Deportes | Atletas |
| ---- | --------------------------------------- | -------------------- | -------------------- | --------------------------------- | ------ | -------- | ------- |
| 2013 | I Juegos Suramericanos de la Juventud   | Bandera de Perú      | Bandera de Perú      | 20 de septiembre 29 de septiembre | 14     | 19       | 1004    |
| 2013 | I Juegos Suramericanos de la Juventud   | Lima                 | Perú                 | 20 de septiembre 29 de septiembre | 14     | 19       | 1004    |
| 2017 | II Juegos Suramericanos de la Juventud  | Bandera de Chile     | Bandera de Chile     | 29 de septiembre 8 de octubre     | 14     | 20       | 1248    |
| 2017 | II Juegos Suramericanos de la Juventud  | Santiago de Chile    | Chile                | 29 de septiembre 8 de octubre     | 14     | 20       | 1248    |
| 2022 | III Juegos Suramericanos de la Juventud | Bandera de Argentina | Bandera de Argentina | 28 de abril 8 de mayo             | 15     | 26       | 1500    |
| 2022 | III Juegos Suramericanos de la Juventud | Rosario              | Argentina            | 28 de abril 8 de mayo             | 15     | 26       | 1500    |
| 2026 | IV Juegos Suramericanos de la Juventud  | Bandera de Panamá    | Bandera de Panamá    | 22 de marzo 4 de abril            | -      | -        | -       |
| 2026 | IV Juegos Suramericanos de la Juventud  | Ciudad de Panamá     | Panamá               | 22 de marzo 4 de abril            | -      | -        | -       |

## Deportes
| - Atletismo - Bádminton - Boxeo - Canotaje - Ciclismo - Clavados-Saltos - Esgrima - Gimnasia artística | - Halterofilia - Judo - Lucha - Natación - Remo - Rugby 7 - Taekwondo - Tenis | - Tenis de mesa - Triatlón - Vela - Voleibol de playa |

## Medallero histórico
| Núm.  | País            | Oro | Plata | Bronce | Total |
| ----- | --------------- | --- | ----- | ------ | ----- |
| 1     | Brasil (BRA)    | 197 | 123   | 120    | 440   |
| 2     | Colombia (COL)  | 110 | 87    | 85     | 282   |
| 3     | Argentina (ARG) | 81  | 75    | 123    | 279   |
| 4     | Venezuela (VEN) | 58  | 74    | 86     | 218   |
| 5     | Chile (CHI)     | 44  | 63    | 82     | 189   |
| 6     | Ecuador (ECU)   | 41  | 69    | 79     | 189   |
| 7     | Perú (PER)      | 27  | 48    | 75     | 150   |
| 8     | Paraguay (PAR)  | 10  | 9     | 16     | 35    |
| 9     | Uruguay (URU)   | 9   | 15    | 21     | 45    |
| 10    | Panamá (PAN)    | 8   | 9     | 13     | 30    |
| 11    | Bolivia (BOL)   | 4   | 10    | 10     | 24    |
| 12    | Aruba (ARU)     | 2   | 2     | 6      | 10    |
| 13    | Guyana (GUY)    | 1   | 4     | 6      | 11    |
| 14    | Surinam (SUR)   | 0   | 1     | 8      | 9     |
| 15    | Curazao (CUW)   | 0   | 1     | 0      | 1     |
| Total | Total           | 592 | 590   | 730    | 1912  |